# Лазања код
Лазања код је врста програмске структуре коју карактерише неколико добро дефинисаних и раздвојених слојева, таквих да сваки слој кода приступа доњим нивоима кроз добро дефинисани интерфејс. Израз је супротан термину шпагети код, а оба упоређују структуру програма са пастом. Аналогија се налази у слојевитој структури лазање, код које су различити састојци (месо, сос, поврће или сир) међусобно раздвојени правоугаоницима од теста.
Типичан пример лазања кода може се срести код интерфејса између различитих подсистема, као између кода веб апликације, пословне логике, и релационе базе података. Још једна уобичајена техника програмирања која комбинује слојеве (употреба различитих програмских језика на различитим нивоима програма), има тенденцију да ствара лазања код. У општем случају, клијент-сервер апликације често имају форму лазања кода, са добро дефинисаним интерфејсима између клијента и сервера.
Лазања код у општем случају инсистира на енкапсулацији између различитих „слојева“, пошто се може десити да подсистеми о којима се ради немају други начин међусобне комуникације осим кроз добро дефинисани механизам, као што је SQL, FFI, или RPC. Ипак, појединачни слојеви у систему могу бити прилично неструктурирани или дезорганизовани. 
Израз постоји од 1982. године, а први га је употребио Џо Селко, стручњак за базе података.